# Liste der Baudenkmale in Oranienburg
Die Liste der Baudenkmale in Oranienburg enthält alle Baudenkmale der brandenburgischen Stadt Oranienburg und ihrer Ortsteile. Grundlage ist die Veröffentlichung der Landesdenkmalliste mit Stand vom 31. Dezember 2020.

## Legende
In den Spalten befinden sich folgende Informationen:
- ID-Nr.: Die Nummer wird vom Brandenburgischen Landesamt für Denkmalpflege vergeben. Ein Link hinter der Nummer führt zum Eintrag über das Denkmal in der Denkmaldatenbank. In dieser Spalte kann sich zusätzlich das Wort Wikidata befinden, der entsprechende Link führt zu Angaben zu diesem Denkmal bei Wikidata.
- Lage: die Adresse des Denkmales und die geographischen Koordinaten. Link zu einem Kartenansichtstool, um Koordinaten zu setzen. In der Kartenansicht sind Denkmale ohne Koordinaten mit einem roten beziehungsweise orangen Marker dargestellt und können in der Karte gesetzt werden. Denkmale ohne Bild sind mit einem blauen bzw. roten Marker gekennzeichnet, Denkmale mit Bild mit einem grünen beziehungsweise orangen Marker.
- Bezeichnung: Bezeichnung in den offiziellen Listen des Brandenburgischen Landesamtes für Denkmalpflege. Ein Link hinter der Bezeichnung führt zum Wikipedia-Artikel über das Denkmal.
- Beschreibung: die Beschreibung des Denkmales
- Bild: ein Bild des Denkmales und gegebenenfalls einen Link zu weiteren Fotos des Baudenkmals im Medienarchiv Wikimedia Commons

## Denkmalbereich
| ID-Nr.   | Lage           | Bezeichnung | Beschreibung | Bild           |
| -------- | -------------- | --- | --- | -------------- |
| 09165004 | Lehnitz (Lage) | Satzung zum Schutz des Denkmalbereiches der Waldsiedlung Lehnitz-Nord, ehemalige Ernst-Thälmann-Siedlung in Lehnitz | Die Waldsiedlung Lehnitz-Nord entstand 1938 bis 1943 für die Unterbringung von Piloten und Offiziersfamilien der Wehrmacht-Luftwaffe. Sie umfasste anfangs 20 Einfamilienhäuser. Nach dem Ende des Zweiten Weltkriegs, ab den 1950er Jahren wurde sie schrittweise weiter ausgebaut und erhielt die Bezeichnung Ernst-Thälmann-Siedlung. | weitere Bilder |

## Baudenkmale in den Ortsteilen

### Friedrichsthal
| ID-Nr.                           | Lage                       | Bezeichnung | Beschreibung | Bild |
| -------------------------------- | -------------------------- | --- | --- | --- |
| 09165636                         | Am Klinkerhafen (Lage)     | Klinkerhafenbrücke | Die 1986 erbaute Brücke gehörte zum Nördlichen Güteraußenring, führt über den Oder-Havel-Kanal und wurde 2010 unter Schutz gestellt. | Klinkerhafenbrücke                                                                                                 |
| 09165509                         | Dameswalder Weg 111 (Lage) | Wohnhaus mit Nebengebäude | | Wohnhaus mit Nebengebäude                                                                                          |
| 09166461 Teilobjekt zu: 09165509 | Dameswalder Weg 111 (Lage) | Garage | | BW |
| 09165410                         | Dorfplatz (Lage)           | Dorfkirche | Erbaut 1895–1897 nach Entwurf des Architekten Ludwig von Tiedemann; neugotischer Ziegelbau mit Dachreiter und Chor an der nördlichen Seite; erhaltene bauzeitliche Ausstattung; Der spätere evangelische Bischof und EKD-Ratsvorsitzende Kurt Scharf war hier 1933–1945 Pfarrer. | weitere Bilder |
| 09165891 Teilobjekt zu: 09165410 | Dorfplatz ()               | Orgel | | ein Bild hochladen                                                                                                 |
| 09165970                         | Dorfplatz 25 (Lage)        | Amtshaus, heute Wohnhaus, mit Toranlage | | Amtshaus, heute Wohnhaus, mit Toranlage                                                                            |
| 09165027                         | Dorfplatz (Lage)           | Sandsteinkartusche vom ehemaligen Schloss, in der Dorfkirche | Die Kartusche zeigt das Wappen des Kurfürsten Friedrich III. und entstand im 17. Jahrhundert. Sie zeigt die in Spiegelschrift dargestellten Initialen des Herrschers: F. 3. C.                                                                                                   | BW |
| 09165028                         | Keithstraße 6 (Lage)       | Polnischer Ehrenfriedhof für sechs Soldaten der 1. Polnischen Armee, auf dem Friedhof | | Polnischer Ehrenfriedhof für sechs Soldaten der 1. Polnischen Armee, auf dem Friedhof                              |
| 09165784                         | Keithstraße 6 (Lage)       | Grabanlage für verstorbene Militärangehörige, auf dem Friedhof | | Grabanlage für verstorbene Militärangehörige, auf dem Friedhof                                                     |
| 09165255                         | Malzer Weg (Lage)          | Heilstätte Grabowsee, bestehend aus Verwaltungsgebäude, Robert-Koch-Gebäude, Ostgebäude, Hans-Böhm-Gebäude, Südgebäude, Behandlungsgebäude, Aufnahmegebäude, Verbindungsgängen, Kapelle, Direktorenwohnhaus, Pförtnerhaus, Ärztewohnhaus, Beamtenwohnhaus, Hochbehälterschornstein, Gärtnerhaus, Seewasser-Pumpenhaus und gärtnerischen Anlagen | Die ehemalige Heilstätte Grabowsee wurde 1896 erbaut und 1920–1929 erweitert. | weitere Bilder |
| 09165671 Teilobjekt zu: 09165255 | Malzer Weg (Lage)          | Pförtnerhaus | Es handelt sich um einen Ziegelbau auf quadratischem Grundriss. Das Pförtnerhaus weist ein Zeltdach auf. | Pförtnerhaus |
| 09166173 Teilobjekt zu: 09165255 | Malzer Weg (Lage)          | Verwaltungsgebäude | Es handelt sich um ein zweigeschossiges Gebäude, versehen mit einem Walmdach. Datiert auf 1900/1920. | BW |
| 09166174 Teilobjekt zu: 09165255 | Malzer Weg (Lage)          | Sanatoriumsgebäude (Robert-Koch-Gebäude) | Das Robert-Koch-Gebäude ist zweigeschossig und verfügt über ein Walmdach. | [[Vorlage:Bilderwunsch/code!/C:52.78663,13.29304!/D:Malzer Weg, Sanatoriumsgebäude (Robert-Koch-Gebäude)!/\|BW]]   |
| 09166175 Teilobjekt zu: 09165255 | Malzer Weg (Lage)          | Sanatoriumsgebäude (Ostgebäude) | Beim Ostgebäude handelt es sich um einen zwei- und dreigeschossigen Ziegelbau mit Mansardwalmdach. | [[Vorlage:Bilderwunsch/code!/C:52.7862,13.29358!/D:Malzer Weg, Sanatoriumsgebäude (Ostgebäude)!/\|BW]]             |
| 09166176 Teilobjekt zu: 09165255 | Malzer Weg (Lage)          | Sanatoriumsgebäude (Hans-Böhm-Gebäude) | Das Hans-Böhm-Gebäude ist dreigeschossig, verfügt über ein Walmdach und wurde 1928 erbaut. Es erhielt noch im selben Jahr ein Aufstockung. | [[Vorlage:Bilderwunsch/code!/C:52.78579,13.29298!/D:Malzer Weg, Sanatoriumsgebäude (Hans-Böhm-Gebäude)!/\|BW]]     |
| 09166177 Teilobjekt zu: 09165255 | Malzer Weg (Lage)          | Sanatoriumsgebäude (Südgebäude/Bettenhaus) | Das dreigeschossige Ziegelgebäude mit Walmdach wurde im Jahr 1927 erbaut. | [[Vorlage:Bilderwunsch/code!/C:52.78587,13.29147!/D:Malzer Weg, Sanatoriumsgebäude (Südgebäude/Bettenhaus)!/\|BW]] |
| 09166178 Teilobjekt zu: 09165255 | Malzer Weg ()              | Klinikgebäude | Zweigeschossiger Ziegelbau. | ein Bild hochladen                                                                                                 |
| 09166179 Teilobjekt zu: 09165255 | Malzer Weg (Lage)          | Aufnahmegebäude | Es handelt sich um ein zweigeschossiges Gebäude mit Walmdach. Erbaut im Jahr 1928. | BW |
| 09166180 Teilobjekt zu: 09165255 | Malzer Weg (Lage)          | Verbindungsbau (Verbindungsgänge) | Eingeschossig mit Satteldach. | [[Vorlage:Bilderwunsch/code!/C:52.78579,13.29331!/D:Malzer Weg, Verbindungsbau (Verbindungsgänge)!/\|BW]]          |
| 09166181 Teilobjekt zu: 09165255 | Malzer Weg (Lage)          | Kapelle | Ziegel- und Kunststein-Gebäude, einschiffig. | BW |
| 09166182 Teilobjekt zu: 09165255 | Malzer Weg ()              | Wohnhaus (Direktoren-Wohnhaus) | Das zweigeschossige Ziegelgebäude mit Krüppelwalmdach liegt an der nördlichen Hauptallee. | ein Bild hochladen                                                                                                 |
| 09166183 Teilobjekt zu: 09165255 | Malzer Weg ()              | Wohnhaus (Ärzte-Wohnhaus) | Das zweigeschossige Ärztewohnhaus mit Walmdach liegt an der Hauptallee. | ein Bild hochladen                                                                                                 |
| 09166184 Teilobjekt zu: 09165255 | Malzer Weg ()              | Beamtenwohnhaus | Das zweigeschossige Gebäude mit Walmdach liegt an der Hauptallee. | ein Bild hochladen                                                                                                 |
| 09166185 Teilobjekt zu: 09165255 | Malzer Weg (Lage)          | Wasserturm & Schornstein | Beides Ziegelgebäude. | BW |
| 09166186 Teilobjekt zu: 09165255 | Malzer Weg ()              | Gärtnerhaus | Eingeschossiges Ziegelgebäude versehen mit einem Satteldach. | ein Bild hochladen                                                                                                 |
| 09166187 Teilobjekt zu: 09165255 | Malzer Weg ()              | Pumpenhaus | Eingeschossiges Ziegelgebäude versehen mit einem Walmdach. | ein Bild hochladen                                                                                                 |
| 09166188 Teilobjekt zu: 09165255 | Malzer Weg (Lage)          | Parkanlage / Sanatoriumspark | | BW |

### Germendorf
| ID-Nr.   | Lage                           | Bezeichnung                                                                                    | Beschreibung | Bild                                                                                           |
| -------- | ------------------------------ | ---------------------------------------------------------------------------------------------- | --- | ---------------------------------------------------------------------------------------------- |
| 09165002 | Germendorfer Dorfstraße (Lage) | Dorfkirche                                                                                     | Die evangelische Kirche ist eine Saalkirche und wurde 1739 als Nachfolgebau vorheriger Gotteshäuser eingeweiht. Sie steht seit den späten 1990er Jahren unter Denkmalschutz. Ihr bedeutendstes Element ist der barocke Kanzelaltar. | weitere Bilder                                                                                 |
| 09165029 | Veltener Straße (Lage)         | Gedenkstein für die Häftlinge des Konzentrationslagers Sachsenhausen / Außenlager Heinkelwerke | | Gedenkstein für die Häftlinge des Konzentrationslagers Sachsenhausen / Außenlager Heinkelwerke |
| 09165989 | Veltener Straße (Lage)         | Grenzstein                                                                                     | Der in Obeliskform hergestellte Stein markierte die Grenze zum Kreis Osthavelland, wie der Landkreis Osthavelland bis 1939 hieß. Der Grenzstein wurde um 1800 an der Straße nach Velten errichtet und besteht aus Sandstein. In den 1830er Jahren erhielt er einen veränderten Standort, weil der Grenzverlauf leicht geändert worden war. | Grenzstein                                                                                     |

### Lehnitz
| ID-Nr.                           | Lage                               | Bezeichnung                                                                                               | Beschreibung                                                                                           | Bild                                  |
| -------------------------------- | ---------------------------------- | --- | --- | ------------------------------------- |
| 09165058                         | Alter Kiefernweg 5 (Lage)          | Wohnhaus, heute Friedrich-Wolf-Archiv (ehemalige Wohnstätte Friedrich Wolfs), einschließlich Gartenanlage | Das Wohnhaus befindet sich in der Waldsiedlung Lehnitz-Nord.                                           | weitere Bilder                        |
| 09165282                         | Brieseweg 1 (Lage)                 | Wohnhaus                                                                                                  | | Wohnhaus                              |
| 09165698                         | Floraweg 1 (Lage)                  | Villa | | Villa                                 |
| 09165719                         | Floraweg 28 (Lage)                 | Wohnhaus (Kupferhaus)                                                                                     | | Wohnhaus (Kupferhaus)                 |
| 09165552                         | Friedrich-Wolf-Straße 15 (Lage)    | Villa mit Gartenhaus und Nebengebäude                                                                     | | Villa mit Gartenhaus und Nebengebäude |
| 09166492 Teilobjekt zu: 09165552 | Friedrich-Wolf-Straße 15 ()        | Gartenhaus                                                                                                | | ein Bild hochladen                    |
| 09166117 Teilobjekt zu: 09165552 | Friedrich-Wolf-Straße 15 ()        | Wirtschaftsgebäude                                                                                        | | ein Bild hochladen                    |
| 09165418                         | Friedrich-Wolf-Straße 18 (Lage)    | Villa mit Einfriedung                                                                                     | Erbaut 1890/1895 auf einem T-förmigen Grundriss, ein- und zweigeschossig. Verfügt über ein Satteldach. | Villa mit Einfriedung                 |
| 09166363 Teilobjekt zu: 09165418 | Friedrich-Wolf-Straße 18 (Lage)    | Einfriedung                                                                                               | Sie ist straßenseitig verortet, ein Bau aus Ziegel und Eisen. Datiert auf 1890/1895.                   | Einfriedung                           |
| 09165388                         | Magnus-Hirschfeld-Straße 33 (Lage) | Ehemaliges jüdisches Genesungsheim                                                                        | | Ehemaliges jüdisches Genesungsheim    |
| 09165004                         | (Lage)                             | Waldsiedlung Lehnitz-Nord                                                                                 | 20 Häuser, Architekt Klaus Heese                                                                       | weitere Bilder                        |

### Malz
| ID-Nr.   | Lage                     | Bezeichnung | Beschreibung | Bild           |
| -------- | ------------------------ | ----------- | --- | -------------- |
| 09166554 | Malzer Dorfstraße (Lage) | Grabmal     | Grabmal für Auguste Henriette Wilhelmine Barth (1819-1857), Ehefrau des Mühlenmeister Heinrich Barth. Es liegt an der südwestlichen Ecke der Friedhofskapelle. Datiert auf 1857. | weitere Bilder |

### Oranienburg
| ID-Nr.   | Lage                                                  | Bezeichnung | Beschreibung | Bild |
| -------- | ----------------------------------------------------- | --- | --- | --- |
| 09165080 | (Lage)                                                | Barocker Stadtgrundriss und allgemeine Aufrissproportionen der Altstadt (dreiachsige Radialanlage) in den wesentlichen Platz- und Straßenräumen; abgegrenzt durch: Breite Straße, Bötzower Platz, Berliner Straße und ursprünglich dritte Achse, westlich der Havel zwischen Schlossplatz, Adolf-Dechert-Straße und Bötzower Stadtgraben | | Barocker Stadtgrundriss und allgemeine Aufrissproportionen der Altstadt (dreiachsige Radialanlage) in den wesentlichen Platz- und Straßenräumen; abgegrenzt durch: Breite Straße, Bötzower Platz, Berliner Straße und ursprünglich dritte Achse, westlich der Havel zwischen Schlossplatz, Adolf-Dechert-Straße und Bötzower Stadtgraben |
| 09166060 | André-Pican-Straße 78, Bernauer Straße 95 (Lage)      | Villa mit Nebengebäude und Einfriedung | | Villa mit Nebengebäude und Einfriedung |
| 09165774 | Augustin-Sandtner-Straße 3 (Lage)                     | Katholische Kirche Herz Jesu | mit Gedenkstätte für die Opfer des KZ Sachsenhausen an der Stirnwand des Kirchenraums, 1984 entstanden auf Veranlassung von Papst Johannes Paul II. nach einer Pilgerfahrt von DDR-Bürgern nach Rom | weitere Bilder |
| 09165697 | Bahnhofplatz, Willy-Brandt-Straße (Lage)              | Postamt | | Postamt |
| 09165011 | Bahnhofsplatz 1 / Stralsunder Straße (Lage)           | Bahnhofsempfangsgebäude | Der Bahnhof Oranienburg wurde 1877 eröffnet. Das Bahnhofsgebäude stammt im Kern aus dieser Zeit, wurde aber 1914 beträchtlich umgebaut und erweitert. | Bahnhofsempfangsgebäude |
| 09166103 | Berliner Straße (Lage)                                | Preußischer Meilenstein | Der Rundsockelstein, der um 1840 als Straßenwegweiser aufgerichtet wurde, besteht aus Granit. Er befindet sich nördlich der Walther-Bothe-Straße und östlich der Parzelle Berliner Straße 67a, die hier ein Abschnitt der Bundesstraße 96 ist. Er trägt die Inschrift III Meilen bis Berlin. | weitere Bilder |
| 09165096 | Berliner Straße/Erich-Mühsam-Straße (Lage)            | Meilenstein | Gleiche Ausführung wie der zuvor genannte preußische Meilenstein, jetzt mit der Inschrift IV Meilen bis Berlin. Aufstellung ebenfalls in den 1840er Jahren. | weitere Bilder |
| 09165303 | Berliner Straße (Lage)                                | Brandmauer, Lagermauer und Torpfeiler des KZ Oranienburg + Gedenktafel | | Brandmauer, Lagermauer und Torpfeiler des KZ Oranienburg + Gedenktafel |
| 09165302 | Berliner Straße 30 (Lage)                             | Wohnhaus (heute Landratsamt) | | Wohnhaus (heute Landratsamt) |
| 09165395 | Berliner Straße 38 (Lage)                             | Amtsgericht | erbaut 1905; dreigeschossiger Putzbau; Fassade später vereinfacht | Amtsgericht |
| 09165091 | Berliner Straße ()                                    | Gedenkstein für Erich Mühsam, bei Nr. 47 | | Gedenkstein für Erich Mühsam, bei Nr. 47 |
| 09165425 | Berliner Straße 90 (Lage)                             | Wohnhaus mit Nebengebäude und Einfriedung | | Wohnhaus mit Nebengebäude und Einfriedung |
| 09166001 | Bernauer Straße / Carl-Gustav-Hempel-Straße (Lage)    | Wegweiser | | Wegweiser |
| 09165370 | Bernauer Straße (Lage)                                | Ehemaliges SS-Truppenlager bestehend aus Inspektion der Konzentrationslager („T-Gebäude“), Garagen, Politische Hauptabteilung/Waffenmeisterei, Waffenkammer, Funkstation, Werkstätten, Garage, Fahrzeughalle, Pferdestall/Reithalle, Trafostation, Krankenrevier, Mannschaftsunterkünften, Wirtschaftsgebäuden, so genanntem Bunker, zwei Torhäusern, Werkstatt, Bad/Heizhaus sowie „Villa Eicke“ mit Garten und Einfriedung | | Ehemaliges SS-Truppenlager bestehend aus Inspektion der Konzentrationslager („T-Gebäude“), Garagen, Politische Hauptabteilung/Waffenmeisterei, Waffenkammer, Funkstation, Werkstätten, Garage, Fahrzeughalle, Pferdestall/Reithalle, Trafostation, Krankenrevier, Mannschaftsunterkünften, Wirtschaftsgebäuden, so genanntem Bunker, zwei Torhäusern, Werkstatt, Bad/Heizhaus sowie „Villa Eicke“ mit Garten und Einfriedung |
| 09165086 | Bernauer Straße / Mathias-Thesen-Straße (Lage)        | Sowjetischer Ehrenfriedhof | | Sowjetischer Ehrenfriedhof |
| 09165111 | Bernauer Straße 2 (Lage)                              | Wohnhaus | | Wohnhaus |
| 09165099 | Bernauer Straße 18a / Sachsenhausener Straße 1 (Lage) | Ehemalige Oberförsterei | | Ehemalige Oberförsterei |
| 09166090 | Bernauer Str. 31 (Lage)                               | Wohn- und Geschäftshaus mit Seitenflügeln | | Wohn- und Geschäftshaus mit Seitenflügeln |
| 09165356 | Bernauer Straße 52 (Lage)                             | Wohn- und Geschäftshaus | | Wohn- und Geschäftshaus |
| 09165515 | Bernauer Straße 55 (Lage)                             | Linden-Schule mit Turnhalle | | Linden-Schule mit Turnhalle |
| 09165357 | Bernauer Straße 56 (Lage)                             | Mietwohnhaus | | Mietwohnhaus |
| 09165103 | Bernauer Straße 61 (Lage)                             | Wohn- und Geschäftshaus | | Wohn- und Geschäftshaus |
| 09165851 | Bernauer Straße 140 (Lage)                            | Wohnhaus | | Wohnhaus |
| 09166093 | Birkenallee (Lage)                                    | Hochbunker | | Hochbunker |
| 09166064 | Bonner Straße 22 (Lage)                               | Wohnhaus | | Wohnhaus |
| 09165083 | Breite Straße 1 (Lage)                                | Amtshauptmannshaus | Das Haus wurde 1657 errichtet und um 1700 umgebaut; im Inneren ovaler Saal und Stuckdecken; als Kreismuseum genutzt | Amtshauptmannshaus |
| 09165971 | Breite Straße 2 (Lage)                                | Wohnhaus mit Seitengebäude | | Wohnhaus mit Seitengebäude |
| 09165110 | Breite Straße 9 (Lage)                                | Erdgeschoss des Nebengebäudes | Es handelt sich um die kreuzgratgewölbten Räume der ehemaligen Bäckerei. Vom Seitengebäude sind nur noch Reste vorhanden. Die Datierung fußt auf der Inschrift 1690. | Erdgeschoss des Nebengebäudes |
| 09166097 | Dr.-Heinrich-Byk-Straße (Lage)                        | Stellwerk Or, bestehend aus Stellwerksturm und Funktionsgebäude | | Stellwerk Or, bestehend aus Stellwerksturm und Funktionsgebäude |
| 09165589 | Dr.-Kurt-Schumacher-Straße (Lage)                     | Friedhofskapelle | Ort: Stadtfriedhof | Friedhofskapelle |
| 09165396 | Dr.-Kurt-Schumacher-Straße ()                         | Zwei Erbbegräbnis-Reihen | Ort: Stadtfriedhof | Zwei Erbbegräbnis-Reihen |
| 09165974 | Dr.-Kurt-Schumacher-Straße (Lage)                     | Grabstätte für Wilhelm Groß sowie Frieda Groß (geb. Pomplun) und Barbara Groß | Ort: Stadtfriedhof | Grabstätte für Wilhelm Groß sowie Frieda Groß, geb. Pomplun, und Barbara Groß |
| 09165078 | Dr.-Kurt-Schumacher-Straße ()                         | Grabstätte Friedlieb Ferdinand Runge | Ort: Stadtfriedhof | Grabstätte Friedlieb Ferdinand Runge |
| 09165089 | Dr.-Kurt-Schumacher-Straße (Lage)                     | Gedenkstätte für 50 Häftlinge des Konzentrationslagers Sachsenhausen | Ort: Stadtfriedhof | Gedenkstätte für 50 Häftlinge des Konzentrationslagers Sachsenhausen |
| 09165090 | Dr.-Kurt-Schumacher-Straße (Lage)                     | Gedenkstätte für Zwangsarbeiter verschiedener Nationalitäten | Ort: Stadtfriedhof | Gedenkstätte für Zwangsarbeiter verschiedener Nationalitäten |
| 09165717 | Fischerstraße 14 (Lage)                               | Wohnhaus | | Wohnhaus |
| 09165351 | Flugpionierstraße (Lage)                              | Einfliegehalle der Heinkel-Werke | | Einfliegehalle der Heinkel-Werke |
| 09165585 | Freienhagener Weg 7 (Lage)                            | Friedhofskapelle | Die Kapelle wurde 1908 erbaut | Friedhofskapelle |
| 09165457 | Friedrichsthaler Straße (Lage)                        | Schrankenposten und Verladerampe sowie Gleisanlage südwestlich der Verladerampe bis Bahnhof Sachsenhausen | | Schrankenposten und Verladerampe sowie Gleisanlage südwestlich der Verladerampe bis Bahnhof Sachsenhausen |
| 09165704 | Germendorfer Allee 17 (Lage)                          | Landwirtschaftsschule Luisenhof | Bestehend aus Verwaltungsgebäude, Wirtschaftsgebäude, Schulgebäude, Schul- und Hörsaalgebäude sowie Alumnatgebäude mit Lehrerwohnhaus. Datiert auf 1921-1922. | Landwirtschaftsschule Luisenhof |
| 09165443 | Germendorfer Allee 18 (Lage)                          | Wirtschaftsgebäude | | Wirtschaftsgebäude |
| 09165380 | Granseer Straße (Lage)                                | Dorfkirche Sachsenhausen | erbaut 1914 nach Entwurf von Georg Büttner; Turm und Innenraum 1961 erheblich verändert | Dorfkirche Sachsenhausen |
| 09165094 | Granseer Straße / Clara-Zetkin-Straße (Lage)          | Huschke-Denkmal, zwischen Clara-Zetkin-Straße und Am Park | Adolf Huschke war Meister-Rennfahrer und verunglückte an dieser Stelle 1923 tödlich. | Huschke-Denkmal, zwischen Clara-Zetkin-Straße und Am Park |
| 09165301 | Havelstraße (Lage)                                    | evangelische St.-Nicolai-Kirche | 1864–1866 von Friedrich August Stüler; nach Kriegsschäden 1951–1952 teilweise verändert wiederaufgebaut | weitere Bilder |
| 09165097 | Havelstraße 18 (Lage)                                 | Ehemalige Forstkasse | | Ehemalige Forstkasse |
| 09165098 | Havelstraße 27 (Lage)                                 | Wohnhaus | | Wohnhaus |
| 09165084 | Havelstraße 29 (Lage)                                 | Ehemaliges Waisenhaus | Das ehemalige Waisenhaus wurde 1665 von Luise Henriette von Oranien gestiftet. Das Haus wurde im Stil des holländischen Frühbarock errichtet. | Ehemaliges Waisenhaus |
| 09165085 | Havelstraße 30 (Lage)                                 | Wohnhaus | | Wohnhaus |
| 09166065 | Heidelberger Straße 2 (Lage)                          | Wohnhaus mit Einfriedung | | Wohnhaus mit Einfriedung |
| 09166055 | Heidelberger Straße 17 (Lage)                         | Wohnhaus mit Nebengebäude | | Wohnhaus mit Nebengebäude |
| 09165358 | Heidelberger Straße 32 (Lage)                         | Wasserturm | | Wasserturm |
| 09165837 | Kleiststraße 220 (Lage)                               | Wohnhaus mit Gewächshaus | | Wohnhaus mit Gewächshaus |
| 09165479 | Kleiststraße 232 (Lage)                               | Atelierhaus | | Atelierhaus |
| 09165722 | Körnerweg 313 (Lage)                                  | Wohnhaus | | Wohnhaus |
| 09165095 | Kremmener Straße (Lage)                               | Jüdischer Friedhof | Er wurde 1815 von der ortsansässigen jüdischen Gemeinde angelegt. Auf ihm sind unter anderem sieben Grabstellen der Familie des Oranienburger Professors Dr. Werner Michael Blumenthal (Ehrenbürger der Stadt) | Jüdischer Friedhof |
| 09165696 | Kremmener Straße 54 (Lage)                            | Wohnhaus | | Wohnhaus |
| 09165538 | Lehnitzschleuse (Lage)                                | Ehemaliges KZ-Außenlager „Klinkerwerk“ mit den baulichen Spuren des Steinbearbeitungswerks, des Klinkerwerks einschließlich Hafenbecken und Häftlingslager, des Schießplatzes und der Brotfabrik; an der Lehnitzschleuse zwischen Oder-Havel-Kanal und Stintgraben | | weitere Bilder |
| 09165088 | Lehnitzschleuse (Lage)                                | Gedenkstätte für die Häftlinge des Konzentrationslagers Sachsenhausen, Außenlager Klinkerwerke | | Gedenkstätte für die Häftlinge des Konzentrationslagers Sachsenhausen, Außenlager Klinkerwerke |
| 09165087 | Lehnitzstraße / Lindenring (Lage)                     | Gedenkstätte für die Häftlinge der Konzentrationslager Sachsenhausen und Ravensbrück, Außenlager Auerwerke | | Gedenkstätte für die Häftlinge der Konzentrationslager Sachsenhausen und Ravensbrück, Außenlager Auerwerke |
| 09165112 | Lehnitzstraße 1 / Bernauer Straße (Lage)              | Kaufhaus | | Kaufhaus |
| 09165733 | Lehnitzstraße 3 (Lage)                                | Wohn- und Geschäftshaus mit Seitenflügeln und Hofgebäude | | Wohn- und Geschäftshaus mit Seitenflügeln und Hofgebäude |
| 09165304 | Lehnitzstraße 25–27 (Lage)                            | Silo der Oranienburger Dampfmühle | Der jüdische Mühleneigentümer Max Lazarus (* 12. November 1881 in Hammerstein) wurde am 29. Oktober 1941 mit dem 3. Osttransport ins Getto Litzmannstadt deportiert, am 4. Mai 1942 ins Vernichtungslager Kulmhof verbracht und dort ermordet | weitere Bilder |
| 09165404 | Louise-Henriette-Steg (Lage)                          | Gehwegbrücke über die Havel | | Gehwegbrücke über die Havel |
| 09165718 | Nordweg 58 (Lage)                                     | Wohnhaus | | Wohnhaus |
| 09165775 | Oranienburger Weg (Lage)                              | Zentralstellwerk Fichtengrund | Der frühere Haltepunkt Fichtengrund gewann nach dem Zweiten Weltkrieg an Bedeutung, nachdem zur Umfahrung von West-Berlin eine Umfahrungsstrecke von Berlin-Karow über Basdorf zur Berliner Nordbahn bei Fichtengrund entstand. Dort wurde in den 1960er Jahren das Zentralstellwerk Fichtengrund als ein Gleisbildstellwerk der Bauart GS II DR gebaut. Der zentrale Gebäudeteil besteht aus dem Stellraum für den Fahrdienstleiter, im einstöckigen Anbau waren die elektronischen Einrichtungen untergebracht. Nach 1990 wurde die abzweigende Strecke stillgelegt, der Bahnhof Fichtengrund aufgelassen, das Stellwerk steht seitdem leer. | Zentralstellwerk Fichtengrund |
| 09165750 | Ostweg 33 / Struveweg (Lage)                          | Wohnhaus | | Wohnhaus |
| 09165699 | Ostweg 49 (Lage)                                      | Wohnhaus | | Wohnhaus |
| 09165701 | Ostweg 204 (Lage)                                     | Wohnhaus mit Nebengebäude, Mauer und Ziegelpflasterung | | Wohnhaus mit Nebengebäude, Mauer und Ziegelpflasterung |
| 09165700 | Ostweg 234/235 (Lage)                                 | Wohnhaus | | Wohnhaus |
| 09165726 | Ostweg 239 (Lage)                                     | Wohnhaus | | Wohnhaus |
| 09165334 | Rungestraße 17 (Lage)                                 | Verwaltungsgebäude der „Märkischen Metallbau GmbH“ mit Pförtnerhäuschen | | weitere Bilder |
| 09165373 | Rungestraße 31, 33, 39, 41, 43, 45 (Lage)             | Ehemalige Chemische Produkten-Fabrik, bestehend aus Laborgebäude, Wohnhaus und Fabrikgebäude | | Ehemalige Chemische Produkten-Fabrik, bestehend aus Laborgebäude, Wohnhaus und Fabrikgebäude |
|          | Rungestraße 39, 41, 43, 45 (Lage)                     | Wohnhaus | | Wohnhaus |
| 09165354 | Sachsenhausener Straße 2 (Lage)                       | Wohnhaus | | Wohnhaus |
| 09165114 | Sachsenhausener Straße 29a (Lage)                     | Industrieschornstein, auf dem Gelände der Scanrub Reifenwerke | | Industrieschornstein, auf dem Gelände der Scanrub Reifenwerke |
| 09165077 | Schlossplatz (Lage)                                   | Mahnmal „Die Anklagende“ mit Mauer und Inschrift | Das Mahnmal aus Granit wurde 1953/1954 aufgestellt. Es wurde nach dem Original aus Bronze erstellt. | Mahnmal „Die Anklagende“ mit Mauer und Inschrift |
| 09165079 | Schlossplatz (Lage)                                   | Standbild der Kurfürstin Louise Henriette von Brandenburg | Das Standbild wurde 1858 aus Zinkguss erstellt. | Standbild der Kurfürstin Louise Henriette von Brandenburg |
| 09165124 | Schlossplatz (Lage)                                   | Parkgelände mit Parktor und Orangerie, westlich vom Schloss | Der Park wurde ab 1651 in Stil Hollands angelegt. Später wurde der Park mehrmals verändert. | Parkgelände mit Parktor und Orangerie, westlich vom Schloss |
| 09165081 | Schlossplatz 1 (Lage)                                 | Schloss | Das Schloss geht auf die Burg Bötzow aus der Zeit um 1200 zurück. 1550 wurde die Burg zum Jagdhaus umgebaut. Das Schloss wurde dann von 1651 bis 1655 für Luise Henriette von Oranien umgebaut. Im Laufe der Zeit gab es weitere Ergänzungen, 1709–1711 wurde es zu einer H-förmigen Anlage erweitert. | weitere Bilder |
| 09165010 | Schlossplatz 1 (Lage)                                 | Erweiterungsbau der ehem. Polizeischule | erbaut 1938 als Erweiterung der damals im Schloss untergebrachten Polizeischule. Hier befindet sich seit 1991 der Sitz der Oranienburger Stadtverwaltung (Rathaus). | Erweiterungsbau der ehem. Polizeischule |
| 09165082 | Schlossplatz 5 (Lage)                                 | Wohnhaus (Hofgärtnerhaus) | | Wohnhaus (Hofgärtnerhaus) |
| 09165723 | Simonsweg 93 (Lage)                                   | Wohnhaus | | Wohnhaus |
| 09166057 | Speyerer Straße 8 (Lage)                              | Wohnhaus mit Nebengebäude | Das Wohnhaus ist ein ein- und zweigeschossiger verputzter Ziegelbau unter einem Satteldach. Datiert auf das Jahr 1901/1902. Beim Nebengebäude (eingeschossig mit Pultdach) handelt es sich in der Sache um ein Toilettenhaus und Stall. Es befindet sich auf dem Hof des Geländes. Datiert auf 1906. | Wohnhaus mit Nebengebäude |
| 09165306 | Stralsunder Straße 13 (Lage)                          | Friedlieb-Ferdinand-Runge-Gymnasium | dreigeschossiger Putzbau in neobarocken Formen; 1912 erbaut | Friedlieb-Ferdinand-Runge-Gymnasium |
| 09165001 | Straße der Nationen 22 (Lage)                         | Gedenkstätte und Museum Sachsenhausen mit ehem. Kommandanturbereich: Waffenmeisterei, Funkstation, angrenzende Lagerstraße, Lagermauer, Kommandantenhaus, „Turm A“, Neues Museum; ehem. Häftlingslager: Krankenrevier, Pathologie, Appellplatz, Schuhprüfstrecke, Zellenbau, Baracken 38 und 39, Häftlingsküche, Häftlingswäscherei, Feierplatz und Mahnmal; Speziallager Nr. 7 , Nr. 1; Industriehof: „Station Z“, Erschießungsgraben und Leichenkeller, Werkstattgebäude, Kartoffelkeller, Transformatorenstation, Fragment der Einfriedung | | Gedenkstätte und Museum Sachsenhausen mit ehem. Kommandanturbereich: Waffenmeisterei, Funkstation, angrenzende Lagerstraße, Lagermauer, Kommandantenhaus, „Turm A“, Neues Museum; ehem. Häftlingslager: Krankenrevier, Pathologie, Appellplatz, Schuhprüfstrecke, Zellenbau, Baracken 38 und 39, Häftlingsküche, Häftlingswäscherei, Feierplatz und Mahnmal; Speziallager Nr. 7 , Nr. 1; Industriehof: „Station Z“, Erschießungsgraben und Leichenkeller, Werkstattgebäude, Kartoffelkeller, Transformatorenstation, Fragment der Einfriedung |
| 09165438 | Stresemannstraße (Lage)                               | Gaswerk Sachsenhausen, bestehend aus Wohnhaus (Nr. 61), Ofenhaus mit Anbau und Erweiterungsbau für die „Märkische Metallbau GmbH“ | | Gaswerk Sachsenhausen, bestehend aus Wohnhaus (Nr. 61), Ofenhaus mit Anbau und Erweiterungsbau für die „Märkische Metallbau GmbH“ |
| 09166099 | Struveweg / Volkmarweg (Lage)                         | Festplatz der Obstbaukolonie „Eden“ | | Festplatz der Obstbaukolonie „Eden“ |
| 09165471 | Struveweg 102 / Wilhelm-Groß-Straße (Lage)            | Gasthaus und Erholungsheim der Siedlung Eden | | Gasthaus und Erholungsheim der Siedlung Eden |
| 09165470 | Struveweg 500 / Wilhelm-Groß-Straße (Lage)            | Schul- und Volkshaus der Siedlung Eden | | Schul- und Volkshaus der Siedlung Eden |
| 09165681 | Struveweg 501 (Lage)                                  | Genossenschaftshaus der Siedlung Eden mit Nebengebäude | 1894 erbaut, 1897 angebaut und 1927 erweitert | Genossenschaftshaus der Siedlung Eden mit Nebengebäude |
| 09165683 | Struveweg 502-505 (Lage)                              | Alte Mosterei der Siedlung Eden, bestehend aus Obstverwertungsbetrieb mit Bürotrakt, Kesselhaus mit Schornstein, Obstlager- und Verkaufsgebäude, Presshaus, Tanklager I-III, Werkstatt, Garage und Lagerhalle | | Alte Mosterei der Siedlung Eden, bestehend aus Obstverwertungsbetrieb mit Bürotrakt, Kesselhaus mit Schornstein, Obstlager- und Verkaufsgebäude, Presshaus, Tanklager I-III, Werkstatt, Garage und Lagerhalle |
| 09165454 | Tiergartenschleuse 1 (Lage)                           | Zwei Einmannbunker bzw. Splitterschutzzelle | Es handelt sich um zwei ca. 25 m in NW-SO-Ausdehnung voneinander entfernt stehenden, jeweils auf einem Fundament errichteten freistehenden (nicht teilweise eingegrabenen) Stahlbeton-Bunker mit einem zylindrischen Bunkerkörper, einer verriegelbaren Einstiegsluke, mehreren Sehschlitzen und einem Flachdach. Die Wanddicke beträgt 20 cm, die innere Raumhöhe wird auf zwei Meter taxiert. Zur Lage der Einmann-Bunker muss bemerkt werden: Sie befinden sich a) nordwestlich des Oranienburger Stadtteils Sachsenhausen und liegen b) nordöstlich der zu Sachsenhausen zählenden Waldsiedlung, genauer am nordöstlichen Rand der Waldsiedlung. Die Lagebeschreibung "östlich der Ortslage" des Brandenburgischen Landesamtes für Denkmalschutz ist hier unzutreffend bzw. zu unpräzise. | weitere Bilder |
| 09165787 | Volkmarweg 24 (Lage)                                  | Wohnhaus | | Wohnhaus |
| 09165724 | Volkmarweg 29 (Lage)                                  | Wohnhaus mit Nebengebäude | | Wohnhaus mit Nebengebäude |
| 09165763 | Volkmarweg 100, Wilhelm-Groß-Straße 100a (Lage)       | Wohnhaus mit zwei Nebengebäuden | | Wohnhaus mit zwei Nebengebäuden |
| 09165092 | Waldstraße 22 (Lage)                                  | Gedenktafel für Emil Polesky | | Gedenktafel für Emil Polesky |

### Schmachtenhagen
| ID-Nr.   | Lage                                               | Bezeichnung                | Beschreibung | Bild                       |
| -------- | -------------------------------------------------- | -------------------------- | --- | -------------------------- |
| 09165309 | Am Dorfanger / Schmachtenhagener Dorfstraße (Lage) | Dorfkirche                 | Die Dorfkirche Schmachtenhagen ist ein evangelisches Gotteshaus und wurde 1876/1877 im neuromanischen Stil erbaut. | weitere Bilder             |
| 09165115 | Bernöwer Straße / Bernöwer Dorfstraße (Lage)       | Sowjetischer Ehrenfriedhof | am Ortseingang Bernöwe                                                                                             | Sowjetischer Ehrenfriedhof |
| 09165555 | Ernst-Thälmann-Platz 11 (Lage)                     | Darregebäude               | | Darregebäude               |

### Wensickendorf
| ID-Nr.   | Lage               | Bezeichnung | Beschreibung | Bild   |
| -------- | ------------------ | ----------- | --- | ------ |
| 09165149 | Hauptstraße (Lage) | Kirche      | Die evangelische Kirche stammt aus dem 15. Jahrhundert. Ihr Äußeres wurde nach einigen Schäden immer wieder leicht verändert. Der Kanzelaltar entstand durch Zusammenfügung eines frühbarocken Schnitzaltars, einer freistehenden Kanzel (der Kanzelkorb trägt auf der Rückseite die Jahreszahl 1691) und Resten der Sakristei. Der Taufstein wurde Ende des 17. Jahrhunderts aus Sandstein geschlagen. Auf der Orgelempore steht ein mehrfach umgebautes Instrument. | Kirche |

### Zehlendorf
| ID-Nr.   | Lage                          | Bezeichnung | Beschreibung | Bild |
| -------- | ----------------------------- | --- | --- | --- |
| 09165323 | Alte Dorfstraße 53a (Lage)    | Kirche | Die evangelische Kirche wurde in den Jahren 1870 bis 1872 erbaut. Sie ist das fünfte Gotteshaus an der gleichen Stelle. | Kirche |
| 09165500 | Liebenwalder Straße 5a (Lage) | Rundfunksendestelle Zehlendorf, bestehend aus drei Verwaltungsgebäuden, Kultur- und Sozialgebäude, Senderhaus, sogenanntes Dieselhaus, Kühlturm, Tiefbrunnenanlage mit Pumpenhaus, Heizhaus mit Schornstein, Hauptantenne, Antennenreusenanlage mit Reusen und Antennenhäusern sowie Dreiecksflächenantennenanlage, gepflasterter Zufahrtsstraße | | Rundfunksendestelle Zehlendorf, bestehend aus drei Verwaltungsgebäuden, Kultur- und Sozialgebäude, Senderhaus, sogenanntes Dieselhaus, Kühlturm, Tiefbrunnenanlage mit Pumpenhaus, Heizhaus mit Schornstein, Hauptantenne, Antennenreusenanlage mit Reusen und Antennenhäusern sowie Dreiecksflächenantennenanlage, gepflasterter Zufahrtsstraße |
| 09166013 | Rosengasse 16 (Lage)          | Pfarrhaus mit Nebengebäude und Einfriedung | | Pfarrhaus mit Nebengebäude und Einfriedung |